# Pointe d'Almet
La pointe d'Almet est un sommet de France situé en Haute-Savoie.

## Géographie

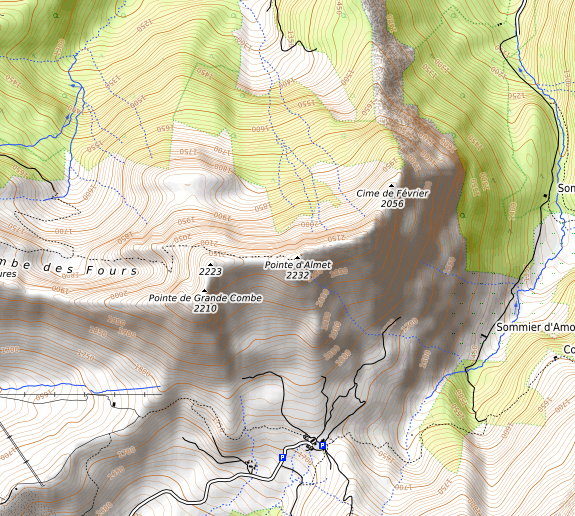
Carte topographique.

Le sommet qui s'élève à 2 232 mètres d'altitude marque le point culminant d'un petit chaînon montagneux qui s'étire d'est en ouest entre le col de la Colombière au nord-ouest et le col des Annes au sud-est, au-dessus du village Reposoir situé au nord-est. Les autres sommets de la montagne sont au nord-est la cime de Février à 2 056 mètres d'altitude et à l'ouest la pointe de Grande Combe à 2 210 mètres d'altitude, la pointe de Deux Heures à 2 018 mètres d'altitude, la tête d'Auferrand à 1 981 mètres d'altitude et la pointe de la Botte à 1 807 mètres d'altitude. Ces sommets constituent avec le mont Lachat de Châtillon au sud la klippe des Annes, une formation géologique allochtone, ici des argiles calcaires du Jurassique inférieur, reposant sur des terrains autochtones, ici des flyschs du Jurassique supérieur et du Crétacé supérieur, au milieu des terrains à dominante calcaire du reste du massif des Bornes à l'ouest et de la chaîne des Aravis à l'est.
La pointe d'Almet est accessible par un sentier de randonnée depuis le col de la Colombière via la combe des Fours, en passant sous le sommet de la pointe de la Grand Combe.

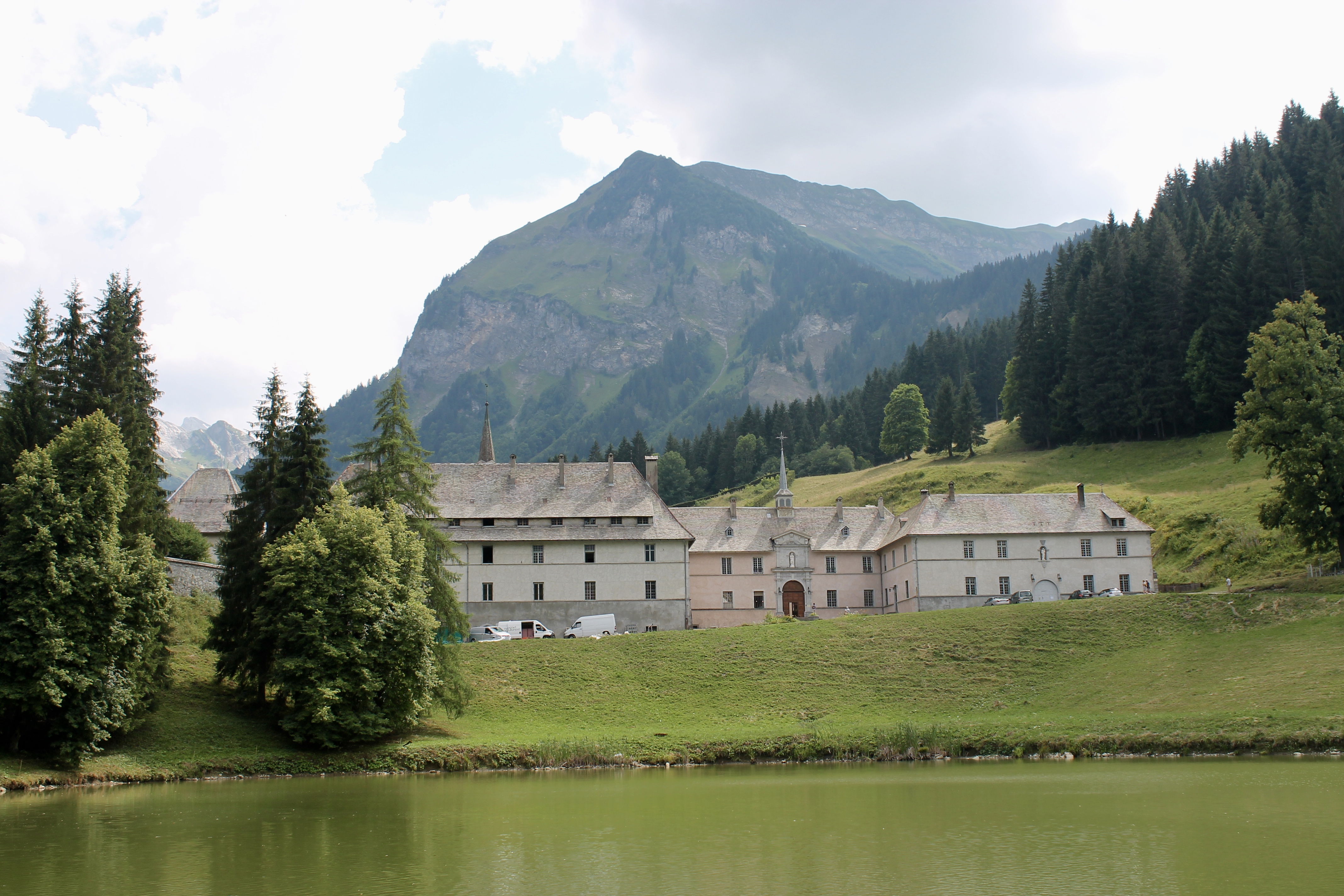
La pointe d'Almet dominant la chartreuse du Reposoir située au nord.